# Garantia
En els contractes de préstec, la garantia és la penyora del prestatari d'una propietat específica a un prestador, per assegurar el reemborsament d'un préstec. La garantia serveix com a protecció del prestador contra l'impagament d'un prestatari i, per tant, es pot utilitzar per compensar el préstec si el prestatari no paga el principal i els interessos de manera satisfactòria segons els termes del contracte de préstec.
La protecció que ofereix la garantia generalment permet als prestadors oferir un tipus d'interès més baix en els préstecs que tenen garantia. La reducció del tipus d'interès pot ser de fins a diversos punts percentuals, depenent del tipus i valor de la garantia. Per exemple, la taxa percentual anual (TAE) d'un préstec sense garantia sovint és molt més alta que en un préstec garantit o un préstec de llibre de registre.
Si un prestatari no paga un préstec (a causa d'una insolvència o un altre esdeveniment), perd la propietat pignorada com a garantia, i el prestador en passa a ser el propietari. En una transacció de préstec hipotecari típic, per exemple, l'immoble que s'adquireix amb l'ajuda del préstec serveix de garantia. Si el comprador no paga el préstec d'acord amb el contracte hipotecari, el prestador pot utilitzar el procés legal d'execució hipotecària per obtenir la propietat de l'immoble. Si es tracta d'una segona hipoteca, el préstec hipotecari principal es paga primer amb els fons restants utilitzats per satisfer la segona hipoteca. Un agent d'empenyorament és un exemple comú d'una empresa que pot acceptar una àmplia gamma d'articles com a garantia.
El tipus de garantia pot estar restringit segons el tipus de préstec, com en el cas dels préstecs per a automòbils i les hipoteques; també pot ser més flexible, com en el cas dels préstecs personals basats en garanties.

## Concepte
Les garanties, especialment a la banca, es refereixen tradicionalment als préstecs garantits (també coneguts com a préstecs basats en actius). Es poden utilitzar acords de col·lateralització més complexos per garantir les transaccions comercials (també conegudes com a col·lateralització del mercat de capitals). El primer tipus sovint presenta obligacions unilaterals garantides amb propietat, avals, garanties o altres seguretats, mentre que el segon tipus sovint implica obligacions bilaterals garantides per actius més líquids, com ara efectiu. La col·lateralització d'actius ofereix als prestadors una tranquil·litat suficient davant el risc d'impagament. A més, ajuda alguns prestataris amb un historial de crèdit deficient a obtenir préstecs. Els préstecs amb garantia generalment tenen un tipus d'interès substancialment més baix que els préstecs sense garantia.

## Garantia comercialitzable
La garantia negociable implica l'intercanvi d'actius financers, com ara accions i bons, per un préstec entre una institució financera i el prestatari. Perquè aquests actius es considerin negociables, han de poder vendre's en condicions normals de mercat amb una rapidesa raonable i al seu valor just de mercat actual. Perquè els bancs importants acceptin la proposta de préstec d'un prestatari, la garantia ha de ser igual o superior al 100% de l'import del préstec o l'extensió del crèdit. Als Estats Units, el total dels préstecs pendents del banc i les extensions de crèdit a un prestatari no poden superar el 15 per cent del capital i l'excedent del banc, més un 10 per cent addicional del capital i l'excedent del banc.
La disminució del valor de la garantia és el principal risc a l'hora d'assegurar préstecs amb garantia negociable. Les institucions financeres supervisen atentament el valor de mercat dels actius financers que es mantenen com a garantia i prenen mesures apropiades si el valor baixa per sota de la ràtio préstec/valor màxim establerta. Les accions permeses solen especificar-se en un contracte de préstec o en un contracte de marge.
La tokenització de valors com accions d'empreses, patents de projectes farmacèutics i de defensa i llicències mineres és un concepte nou emergent d'inversió dinàmica tot i que encara es considera i es classifica com a relativament experimental. Spektral Investment Bank és actualment l'únic exemple del concepte de tokenització completa esmentat anteriorment mitjançant l'establiment d'un capital basat en garantia en espècie per valor de 800.000.000.00 de la UE compost per drets exclusius de patents farmacèutiques i biocèucals i llicències mineres aprovades per volum de reserva.

## Exemples de garantia
La propietat intel·lectual, com ara els drets d'autor, les patents i les marques comercials, així com els fluxos de drets d'autor dels ingressos de llicències, s'utilitzen cada cop més com a garantia. L'ús de la propietat intel·lectual com a garantia en transaccions financeres amb suport de propietat intel·lectual és objecte d'una sèrie d'informes a l'Organització Mundial de la Propietat Intel·lectual.